# Susannah York
Susannah York, egentligen Susannah Yolande Fletcher, född 9 januari 1939 i Chelsea i London, död 15 januari 2011 i London, var en brittisk skådespelare. 
Hon föddes i London men växte upp i en ensligt belägen by i Skottland. Hon studerade sedan vid Royal Academy of Dramatic Art i London. Hon inledde en scenkarriär vid olika landsortsteatrar, bland annat i pantomimer, och filmdebuterade 1960. Under det så kallade swinging 60s blev York uppmärksammad för bland annat sin blonda, blåögda skönhet i flera filmer. Sitt stora genombrott fick hon 1962 i Tom Jones!. Hon medverkade också i en mycket kontroversiell naken, lesbisk kärleksscen i Måste vi döda syster George? Hon nominerades för en Oscar 1970 för sin roll i filmen När man skjuter hästar så....
I början av 1970-talet inledde hon också en ny karriär som författare av barnböcker. Susannah York avled i myelom 2011. 

## Filmografi i urval
- 1960 – En gång hjälte
- 1962 – Det fördolda
- 1962 – Tom Jones!
- 1965  – Kalaharis glödande sand
- 1966 – En man för alla tider
- 1968 –  Måste vi döda syster George?
- 1969 – Oh, vilket makalöst krig
- 1969 – Slaget om England
- 1970 – När man skjuter hästar så...
- 1970 – Jane Eyre (TV-film)
- 1972 – Schizo - den kluvna verkligheten
- 1972 – Inget spel för nybörjare
- 1978 – Superman - The Movie
- 1978 – Hämndens ögon
- 1979 – The Golden Gate Murders (TV-film)
- 1980 – Superman II - Äventyret fortsätter
- 1981 – Second Chance (TV-serie)
- 1982 – Vi möts igen (TV-serie)
- 1983 – Kapten Gulskägg
- 1984 – En julsaga (TV-film)
- 1987 – Mio min Mio
- 1991 – Böjelser och begär (TV-serie)
- 1998 – So This Is Romance?
- 2003 – Visitors